# Alfons och Milla
Alfons och Milla är en bok skriven av Gunilla Bergström, och utgiven 1985. En animerad filmatisering, under titeln "Milla och Alfons Åberg", premiärvisades i Björnes magasin den 18 mars 1994.

## Handling
Alfons Åberg leker med Viktor, och dennes kusin Milla. De leker ofta i trädet, och bygger en koja. När Viktor inte är med leker han med Milla. Tillsammans planerar de en brevlåda med linbana, så att post kan hissas till kojan. Milla kan baka kakor och göra teatercirkus med smådjuren, samt kan stå på en hand, och vågar hoppa från garagetaket vid parkeringsplatsen. De fikar i kojan, och tänker ut en flagga som kan hissas och halas.
En dag i skolan får Alfons se på toaletten, att några pojkar retas och skriver att han leker med tjejer. Han vill inte leka med henne på ett tag på grund av det, men till slut dyker hon upp ändå. Alfons struntar i de som retas, och när trädkojans flagga väl går i topp retas ingen mer.

### Fotnoter
1. ↑  ”Alfons och Milla” (på engelska). Worldcat. 11 mars 1985. https://www.worldcat.org/title/alfons-och-milla/oclc/186083256&referer=brief_results. Läst 15 januari 2015.
2. ↑  ”TV  SVT, Kanal 1 1994-03-18”. Svensk mediedatabas. 18 mars 1994. http://smdb.kb.se/catalog/id/001716478. Läst 15 januari 2015.